# Famille de Pomereu
La famille de Pomereu est une famille subsistante de la noblesse française d'ancienne extraction, originaire du Soissonnais.
Elle compte parmi ses membres des conseillers au Parlement de Paris, un Prévôt des marchands de Parisainsi qu'un Sénateur sous la IIIème République.

## Histoire
La famille de Pomereu reçoit en 1717 le titre de marquis en la personne de Jean-Baptiste de Pomereu, qui fit ériger sa baronnie des Riceys en marquisat par lettres patentes de Louis XV en 1717 avec enregistrement le 23 août 1718.
La famille d'Aligre se fond dans la famille de Pomereu en 1810 par le mariage de Michel Marie, marquis de Pomereu avec Etiennette d'Aligre, dernière du nom.
La famille de Pomereu a été admise en 1956 au sein de l'Association d'entraide de la noblesse française.

## Filiation
- François de Pomereu (1595-1661), Conseiller du Roi, seigneur de La Bretèche, marié avec Marie Baron (1603-1633)[1]
  - Auguste-Robert de Pomereu, (1627-1702), baron des Riceys, homme d'Etat français, Prévost des marchands de Paris sous Louis XIV. Marié avec Agnès Laisné, dame de Boisgeloup (1630-1727)[1]
    - Jean-Baptiste de Pomereu (1656-1732), 1er marquis des Riceys (1717), Maître des requêtes au Conseil d'Etat. Marié avec Marie-Michelle Bernard (1667-1747)[1]
      - Jean de Pomereu, marquis des Riceys (1687-1753), Conseiller au Parlement de Paris. Marié avec Elisabeth de Gourgue (1711-1787)[1]
        - Armand-Michel de Pomereu, marquis des Riceys (1734-1784), Président à mortier au Parlement de Rouen (1762). Marié avec Françoise Le Roux d'Esneval (1744-1784)[1]
          - Michel-Marie, marquis de Pomereu (1779-1863). Marié avec Etiennette d'Aligre (1791-1866)[1]
            - Alexis, marquis de Pomereu (1811-1870). Sans postérité[1].
            - Etienne Marie Charles de Pomereu (1813-1889), marquis d'Aligre (1825). Sans postérité[1]
            - Armand de Pomereu d'Aligre, marquis de Pomereu (1817-1906). Marié avec Marie de Luppé (1834-1908)[1]
              - Robert de Pomereu (1860-1937), marquis de Pomereu. Sénateur (1920-1936). Marié avec Alexandrine de Mun (1871-1935)[1] D'où postérité.
              - Gaston de Pomereu d'Aligre, vicomte de Pomereu d'Aligre (1861-1935). Marié avec Catherine de Clermont-Tonnerre (1871-1967). D'où postérité dans la famille de Rougé d'Aligre[1].
              - Alix de Pomereu (1865-1935). Mariée avec Gabriel, marquis de Pimodan (1856-1924), duc de Rarécourt. Sans postérité[1]

            - Stéphanie de Pomereu (1819-1855). Mariée avec Louis-Marie, comte de  Talleyrand-Périgord (1810-1881)[1].

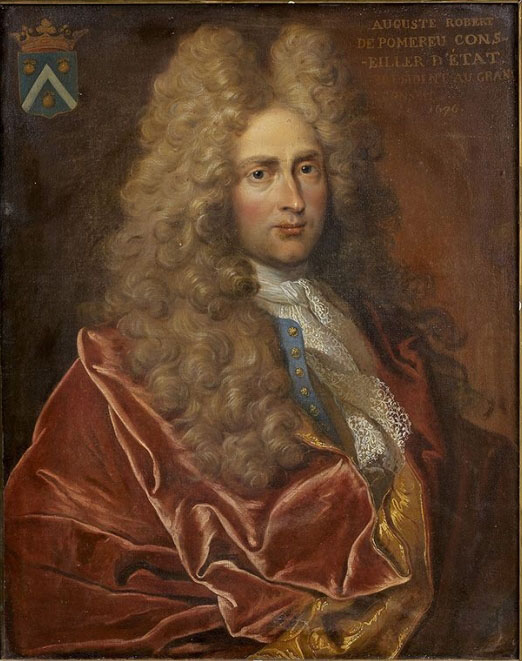
Auguste Robert de Pomereu (1627-1702)
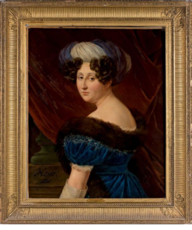
Etiennette d'Aligre, marquise de Pomereu (1791-1866)
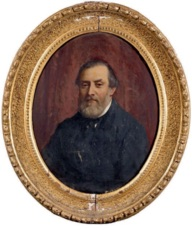
Armand de Pomereu d'Aligre, marquis de Pomereu (1817-1906)
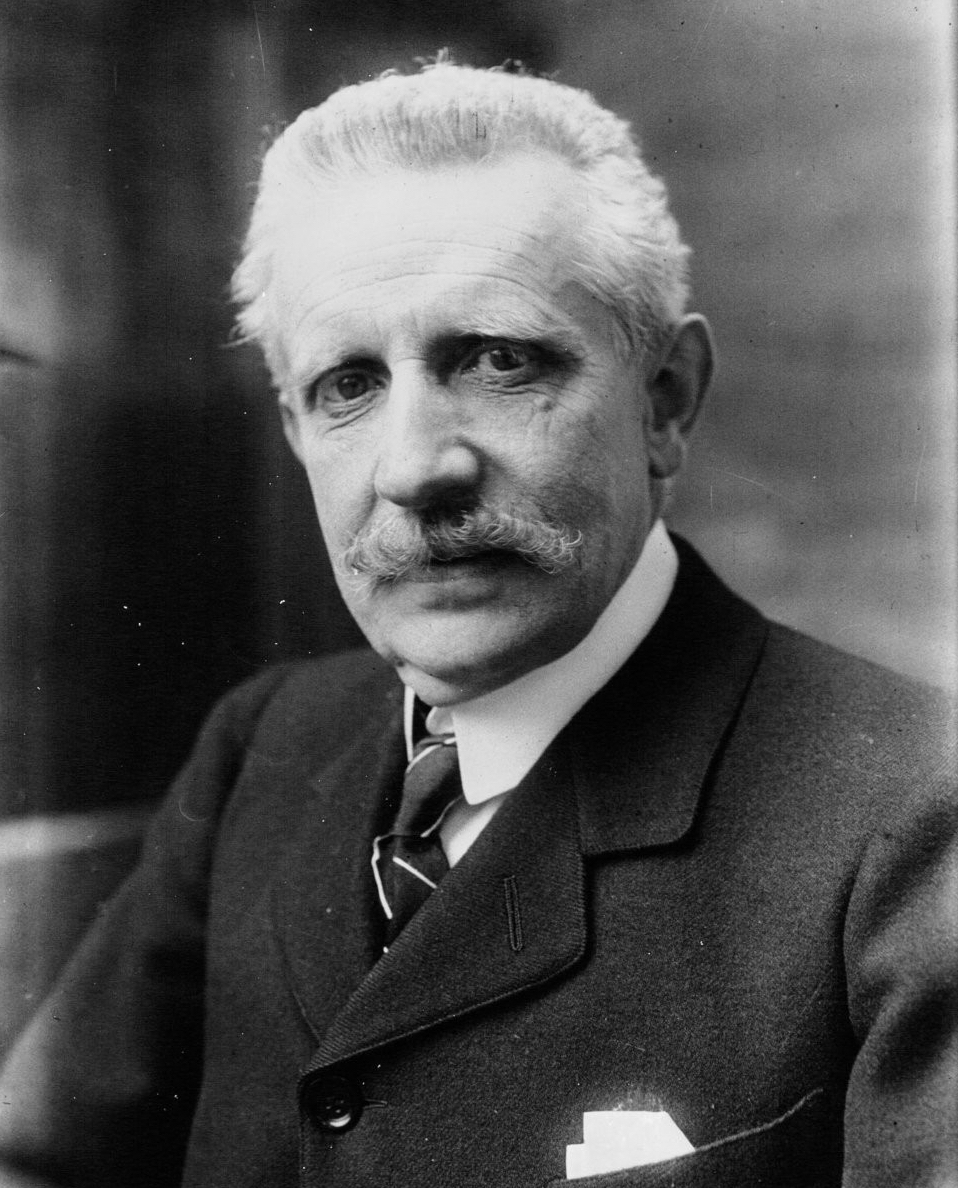
Robert, marquis de Pomereu (1860-1937)

## Branches
Par ordonnance royale du 21 décembre 1825, le marquis d'Aligre (1770-1847), pair de France, dernier du nom, fut autorisé à transmettre ses noms et titres, ainsi que le majorat lié à la pairie, à son deuxième petit-fils, Étienne Marie Charles de Pomereu, qui porta dès lors le nom « de Pomereu d'Aligre ».
À la mort sans descendance en 1889 d’Étienne Marie Charles de Pomereu d'Aligre, le nom d'Aligre a été relevé par son frère Armand de Pomereu, et le second fils de ce dernier, Gaston de Pomereu d'Aligre. L'aîné des petits neveux, Robert de Pomereu, député puis sénateur, resta marquis de Pomereu à l'Etat civil.
Depuis cette époque, la famille de Pomereu a porté, en fonction des membres, le nom de Pomereu pour certains, Pomereu d’Aligre pour d’autres. Le nom d’Aligre a ensuite été transmis dans la famille de Rougé d’Aligre.

## Alliances
Les principales alliances de la famille de Pomereu sont: Le Roux d'Esneval (1763), d'Aligre (1810), de Talleyrand-Périgord (1839) de Préaux (1857), de Luppé (1858), de Mun (1894), de Clermont-Tonnerre (1898), d'Harcourt (1919), de Croÿ (1922), de Rougé (1931).

## Armes
| Figure | Blasonnement |
| ------ | --- |
|        | Branche de Pomereu : "D'azur au chevron d'argent accompagné de trois pommes d'or tigées et feuillées du même" |
|        | Branche de Pomereu d'Aligre : "Écartelé au I et IV d'azur au chevron d'argent, accompagné de trois pommes d'or tigées et feuillées du même (Pomereu) au II et III burelé d'or et d'azur ; au chef du même, chargé de trois soleils d'or (Aligre). |

## Demeures

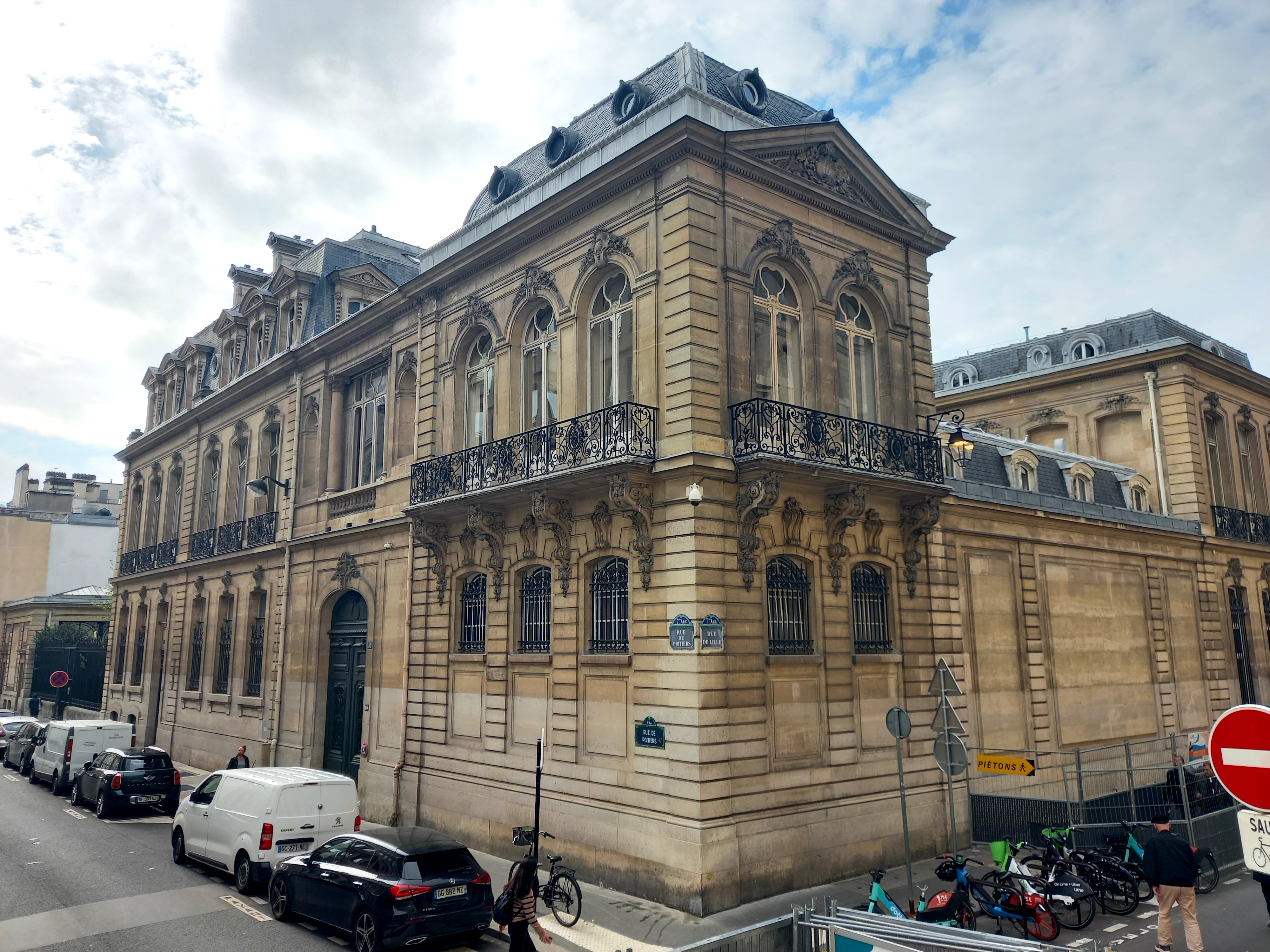
Hôtel de Pomereu (Paris 7ème)
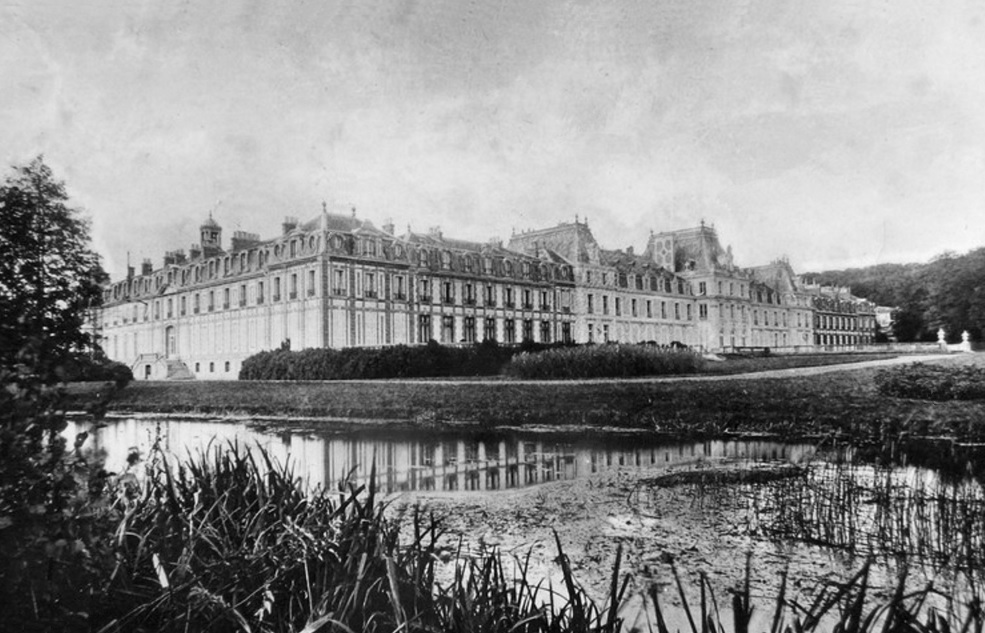
Château des Vaux
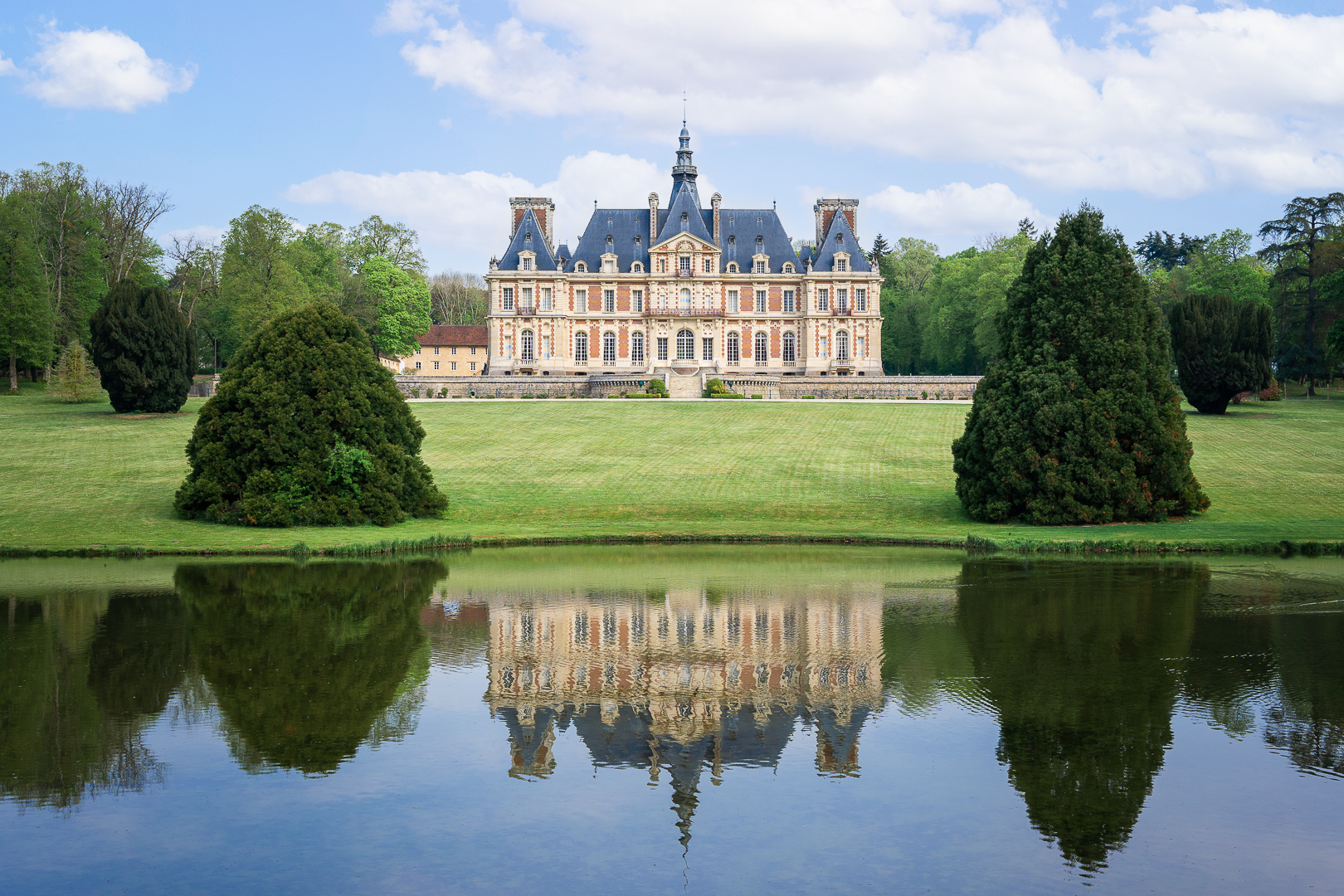
Château de Baronville
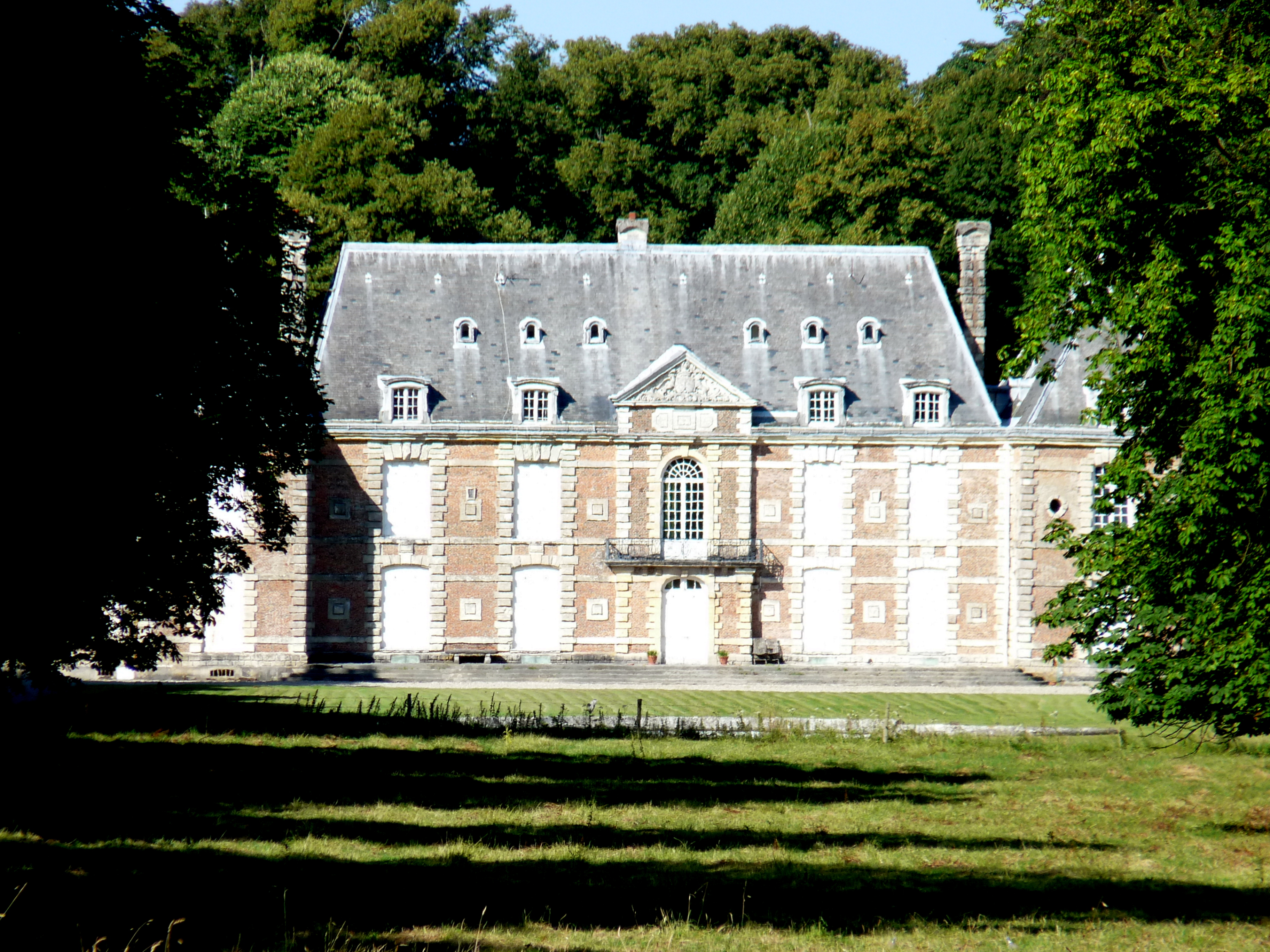
Château du Grand Daubeuf
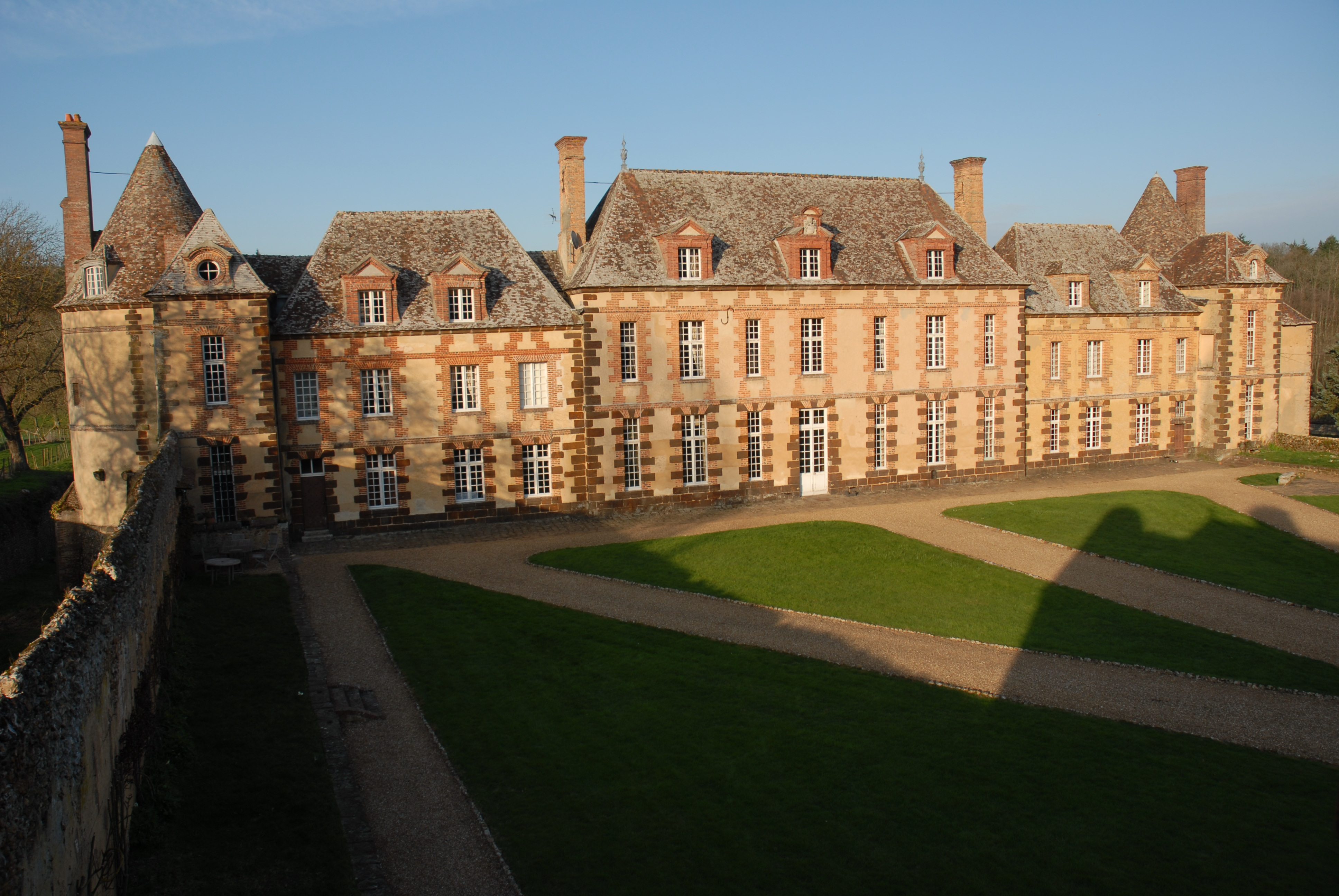
Château de La Rivière
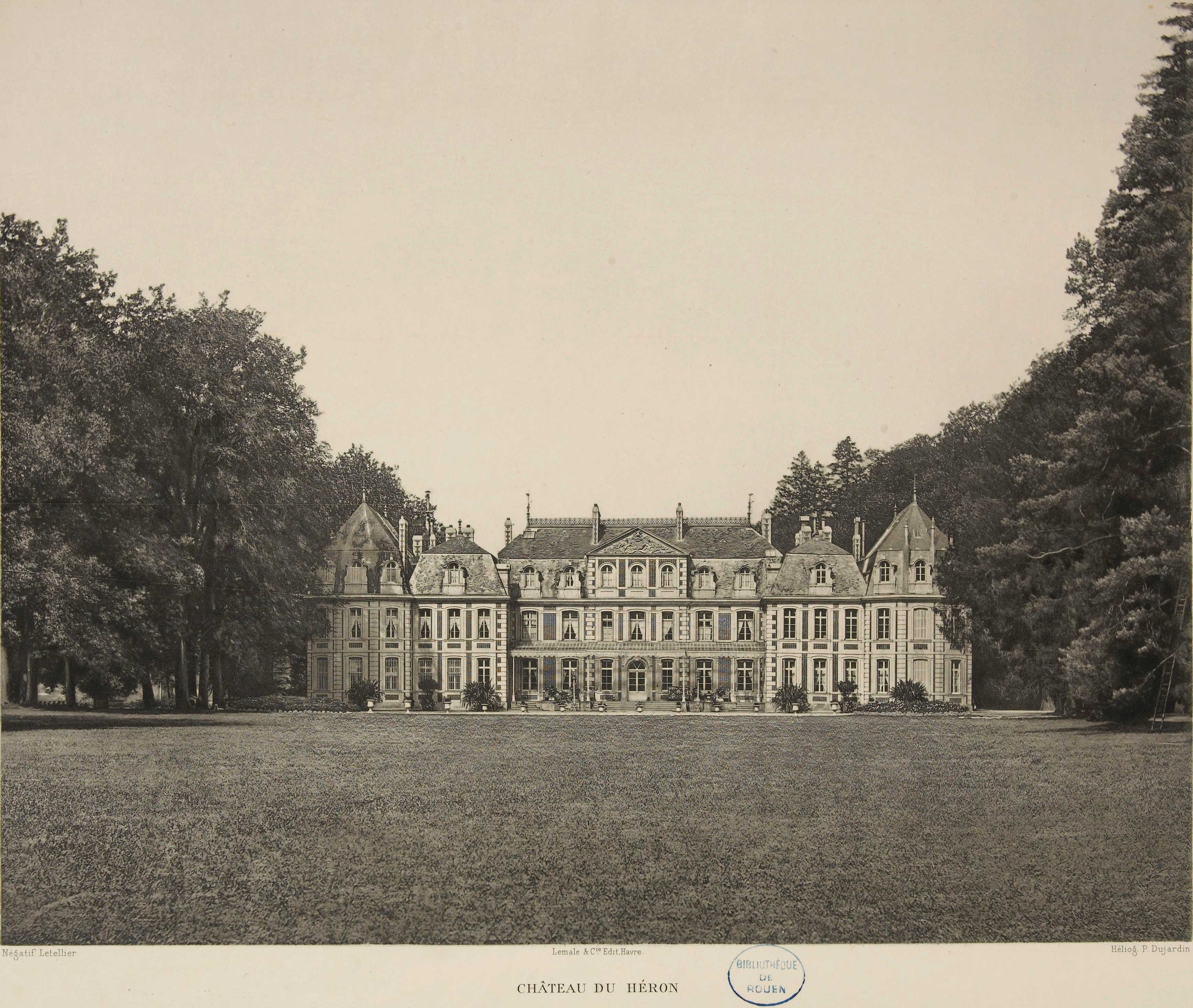
Château du Héron